# John Williamson
John Williamson, (Hereford, 6 de junho de 1937 - Chevy Chase, 11 de abril de 2021) foi um economista e professor universitário conhecido internacionalmente como o homem que cunhou o termo Consenso de Washington.

## Biografia
Entre 1968 e 1970, durante o governo trabalhista (centro-esquerda) de Harold Wilson foi consultor econômico do tesouro britânico. Foi conselheiro do Fundo Monetário Internacional no período entre 1972 e 1974. É membro do Institute for International Economics desde 1981. Também atuou como economista-chefe do Banco Mundial para o sul da Ásia entre 1996 e 1999. Colaborou também como Diretor de Projeto de Alto Nível no Painel das Nações Unidas sobre Financiamento para o Desenvolvimento, que gerou o Relatório Zedillo (Zedillo Report) em 2001. Na América Latina, as ideias de Williamson resultaram em privatização das empresas estatais, e por consequência uma maior abertura para o capital privado que mantinha certo interesses nas reservas produtivas dessas nações.
Paralelamente, Williamson desenvolveu uma carreira acadêmica, como professor das Universidades de Princeton (1962-63), York (1963-68) e Warwick (1970-77), além de lecionar no Massachussets Institute of Technology (1967, 1980) e na Pontifícia Universidade Católica do Rio de Janeiro (1978-81), onde foi colega do ex-ministro da fazenda Pedro Malan e professor do ex-presidente do Banco Central do Brasil Armínio Fraga.
Segundo a revista Veja em sua edição de 6 de novembro de 2002, Williamson era casado com uma brasileira desde 1974, tem dois filhos e uma filha, e fala fluentemente o português.
Williamson foi autor e editor de numerosos estudos sobre política monetária internacional e aspectos do endividamento do mundo em desenvolvimento. 
Morreu em 11 de abril de 2021, aos 83 anos.

## Obras
- Targets and Indicators: A Blueprint for the International Coordination of Economic Policy (com Marcus Miller) (1987)
- Latin American Adjustment: How Much Has Happened? (1990)
- Currency Convertibility in Eastern Europe (1991)
- From Soviet Disunion to Eastern Economic Community? (com Oleh Havrylyshyn) (1991)
- Trade and Payments after Soviet Disintegration (1992)
- Economic Consequences of Soviet Disintegration (1993)
- The Political Economy of Policy Reform (1993)
- Estimating Equilibrium Exchange Rates (1994)
- The Crawling Band as an Exchange Rate Regime (1996), What Role for Currency Boards? (1995)
- Exchange Rate Regimes for Emerging Markets: Reviving the Intermediate Option (2000)
- Delivering on Debt Relief: From IMF Gold to a New Aid Architecture (2002)
- After the Washington Consensus: Restarting Growth and Reform in Latin America (2003)
- Dollar Adjustment: How Far? Against What? (2004)
- Reference Rates and the International Monetary System, Curbing the Boom-Bust Cycle: Stabilizing Capital Flows to Emerging Markets (2005)